# Tongue River (flod i Wyoming och Montana)

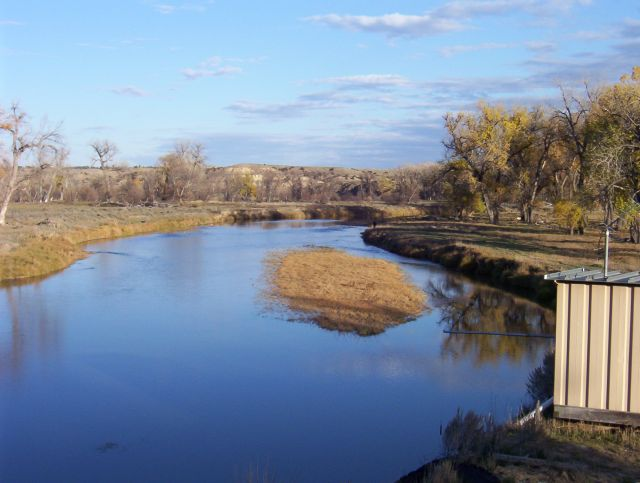
Tongue River i östra Montana.

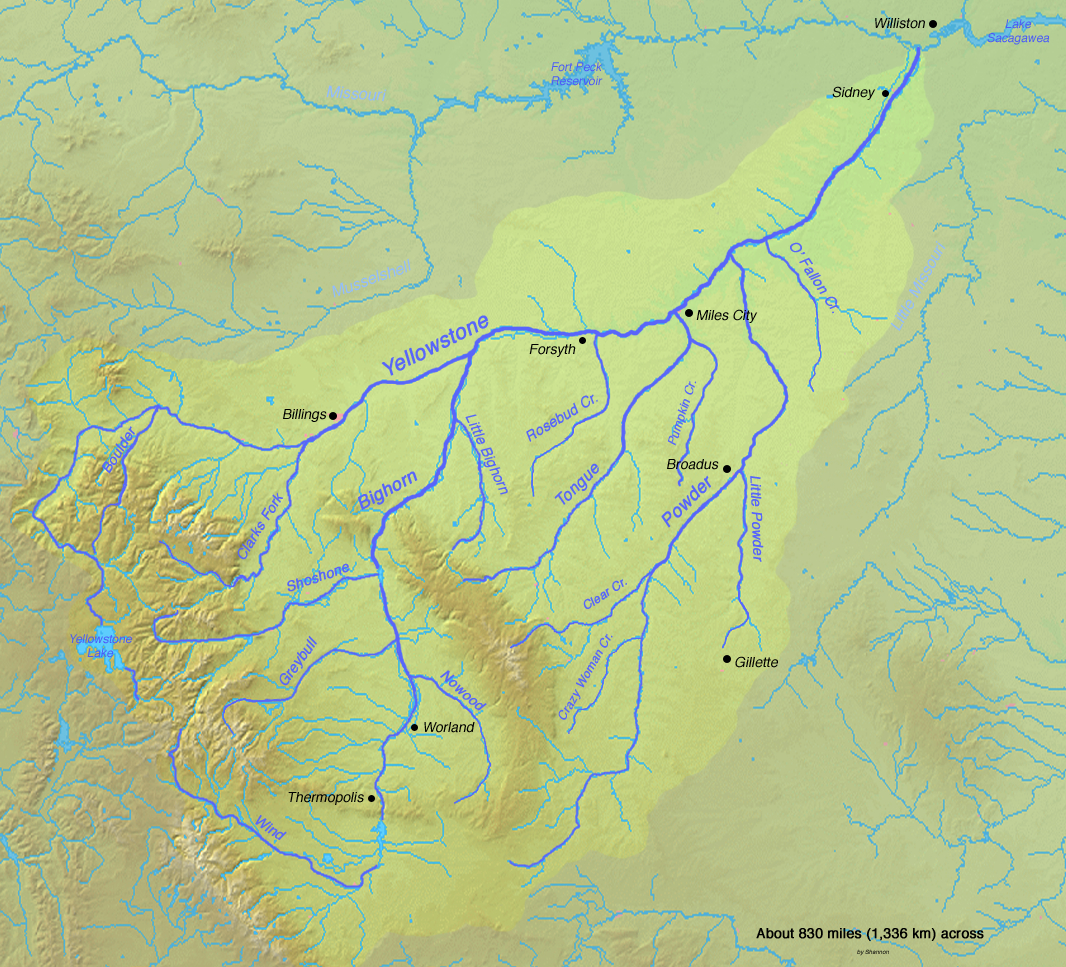
Yellowstoneflodens avrinningsområde, med Tongue River i mitten.

Tongue River (assiniboine: Tacéži wakpá)  är en 426 kilometer lång flod i de amerikanska delstaterna Wyoming och Montana. Den utgör en biflod till Yellowstonefloden.
Floden har sin källa på östra sidan av Bighorn Mountains i norra Wyoming och bildar en kanjon som mynnar vid Dayton i Wyoming. Därifrån flyter den österut förbi Ranchester och rinner samman med Goose Creek, innan den vänder åt nordost och passerar delstatsgränsen mot Montana. Strax norr om delstatsgränsen ligger Tounge River-reservoaren. Floden passerar Birney, Montana och bildar här den östra gränsen för Northern Cheyenne-indianreservatet. På vägen vidare norrut passerar den Ashland, Montana. Den mynnar i Yellowstonefloden vid staden Miles City i Montana.